# هانا پاکارینن
هانا پاکارینن (به انگلیسی: Hanna Pakarinen) (زاده ۱۷ آوریل ۱۹۸۱) خواننده، ترانه سرا فنلاندی است.
او نماینده فنلاند در مسابقه آواز یوروویژن ۲۰۰۷ بود .
چه دافی ناموسن